# Khāneh Kenār
Khāneh Kenār (persiska: خانه کنار, Khānī Kenār) är en ort i Iran.   Den ligger i provinsen Gilan, i den nordvästra delen av landet, 270 km nordväst om huvudstaden Teheran. Khāneh Kenār ligger 11 meter över havet och antalet invånare är 341.
Terrängen runt Khāneh Kenār är platt åt nordost, men åt sydväst är den kuperad.Runt Khāneh Kenār är det tätbefolkat, med 493 invånare per kvadratkilometer. Närmaste större samhälle är Māsāl, 5,5 km väster om Khāneh Kenār. Trakten runt Khāneh Kenār består till största delen av jordbruksmark.